# 프놈펜한국국제학교
프놈펜한국국제학교는 캄보디아 프놈펜에 있는 한국학교이다. 현재 초등학교와 중학교 과정을 운영하고 있다.

## 연혁
- 2019년 3월 1일 : 개교
- 2022년 1월 14일 : 1회 졸업식 개최